# Akbar Chalili
Akbar Chalili, per. اکبر خلیلی (ur.  w 1956, zm. 28 lutego 2018) – irański narciarz alpejski, olimpijczyk.

## Występy na IO
| Rok  | Igrzyska Olimpijskie | Konkurencja   | Wyniki          |
| 1976 | Innsbruck 1976       | zjazd         | 58.             |
| 1976 | Innsbruck 1976       | slalom gigant | dyskwalifikacja |
| 1976 | Innsbruck 1976       | slalom        | dyskwalifikacja |